# June Marlowe
June Marlowe (St. Cloud, Minnesota, 6 de noviembre de 1903 - 10 de marzo de 1984), registrada como Gisela Valaria Goetten, fue una actriz estadounidense, conocida sobre todo por seis cortos del serial Our Gang, en el papel de la querida maestra 'Miss Crabtree'.
Nació en una familia de origen alemán. Fue una prolífica actriz del cine mudo en los años veinte, actuando en películas frente a John Barrymore y Rin Tin Tin. Su carrera tuvo un buen ritmo hasta la llegada del cine sonoro. Marlowe no hizo una buena transición al cine hablado, y hacia 1930 empezó a retirarse de la actuación.
Sin embargo, por casualidad conoció al director de Our Gang, Robert F. McGowan, en un centro comercial de Los Ángeles, California. Necesitaba una actriz para interpretar a la maestra del serial y, tras la sugerencia del productor Hal Roach para que Marlowe usara una peluca rubia a fin de hacer juego con el cabello de Jackie Cooper, obtuvo el papel.
Las tres películas de Our Gang que emparejaron a Marlowe con Jackie Cooper fueron Teacher's Pet (1930), School's Out (1930), y Love Business (1931), y son quizás las más famosas de la serie. Además, obtuvo un pequeño papel en el filme de 1931 Little Daddy. Además de su trabajo en Our Gang, Marlowe también actuó en Pardon Us, la primera película de las estrellas de Roach Laurel and Hardy.
Tras dejar Cooper Our Gang en 1931 para actuar en producciones de MGM, el personaje de Miss Crabtree interpretado por Marlowe solo fue utilizado en otros dos cortos, Shiver My Timbers (1931) y Readin' and Writin (1932).
En 1933, Marlowe se casó con el empresario de Hollywood Rodney Sprigg. En 1940 filmó en Argentina Casamiento en Buenos Aires con Niní Marshal y en 1941 Peluquería de Señoras con Luis Sandrini y Melodías de América con Pedro Quartucci.Se retiró del cine para dedicarse al cuidado del hogar. En sus últimos años sufrió la enfermedad de Parkinson, de cuyas complicaciones falleció en Burbank, California, el 10 de marzo de 1984, a los 80 años de edad. 
Fue enterrada en la Catedral de Nuestra Señora de Los Ángeles en Los Ángeles.